# Parque nacional Islas Piper

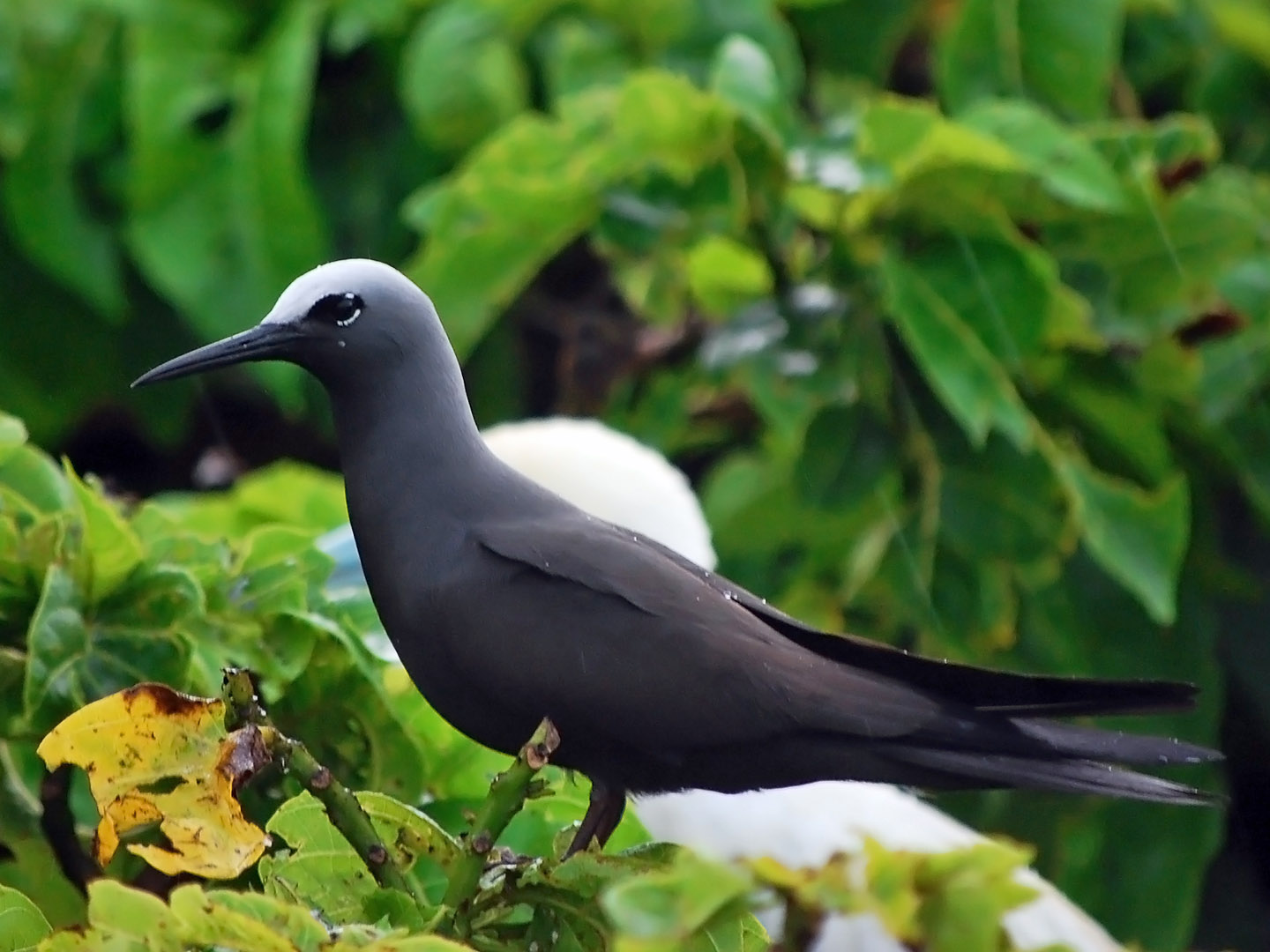
Black Noddy

Islas Piper es un parque nacional en Queensland (Australia), ubicado a 1977 km al noroeste de Brisbane.

## Datos
- Área: 70.000 m²
- Coordenadas: 12°13′10″S 143°15′49″E / -12.21944, 143.26361
- Fecha de Creación: 1989
- Administración: Servicio para la Vida Salvaje de Queensland
- Categoría IUCN: II

Véase también:
- Zonas protegidas de Queensland

- Datos: Q1388222